# Francesco Altimari
Francesco Altimari, född 1955 i San Demetrio Corone i Cosenza i Kalabrien i Italien, är en arberesjisk (albansk) forskare, lingvist och poet.
Han har studerat vid Universitá della Calabria i orten Rende och undervisar i albanskt språk och litteratur. Hans arbeten behandlar främst albansk litteratur och arberesjiska (italoalbanska) dialekter. Han har bland annat redigerat verk av Jeronim De Rada och utgett flera vetenskapliga arbeten inom sitt område.